# 赤列都
也客·赤列都（?—?），12世纪蒙古草原篾儿乞惕部人，兀都亦惕·篾儿乞惕部首领脱黑脱阿·别乞的弟弟。
赤列都从斡勒忽讷兀惕部娶妻回来，也速该领着他的哥哥捏坤太师，弟弟答里台·斡惕赤斤来抢婚。赤列都害怕了，他骑着快黄马，鞭策着他那黄马的后腿，越过山岗逃跑。也速该等三个人在他后面紧追。赤列都绕过山咀，转回到他自己的车旁。他的新娘诃额仑夫人让他快闻着自己的香气逃命吧。说罢，脱下自己所穿的衫儿给他。赤列都从马上探身取了那衫儿时，也速该等三个人已绕过山咀追来，赤列都便打着黄马的后腿，急忙溯斡难河逃走了。诃额仑夫人叹道：“我的丈夫赤列都，未曾逆风吹其额发，未曾挨饿于野地。如今他的一对发辫，一个丢在背脊上，一个丢在胸前，一个向前，一个向后，他怎么如此狼狈地去了也！”
后来，篾儿乞惕部为了报赤列都之仇，抢来也速该、诃额仑长子铁木真的妻子孛儿帖，交给赤列都的弟弟赤勒格儿·孛阔收娶为妻。

## 資料來源
- 余大钧译注《蒙古秘史》